# التهاب الملتحمة
التهاب الملتحمة أو كما يعرف أيضاً بـ «العين الوردية»  هو التهاب في ملتحمة العين (الطبقة الخارجية للعين والسطح الداخلي للجفن. في العادة تكون نتيجة التهاب (غالبا فيروسي، وأحياناً بكتيري) أو حساسية.
التهاب الملتحمة قد يؤثر على إحدى أو كلا العينين، وهو التشخيص الأكثر احتمالية لمن يعاني من احمرار في العين وافرازات (سائل يخرج من العين). العين المصابة تكون في العادة «ملتصقة مغلقة» في الصباح. التهاب الملتحمة الفيروسي والبكتيري شديد العدوى وينتقل من خلال الاحتكاك بالإفرازات. بشكلٍ عام، التهاب الملتحمة يذهب وحده دون أن يترك أي مخاطر صحية. قطرات العين تساعد في التخفيف من الأعراض وبالنسبة للمسبّبات البكتيريّة فإنّها تقلل مدّة المرض إذا ما أُعطيت باكراً.

## التصنيف

### حسب السبب
التهاب الملتحمة التحسسي؛ ومن أسبابه حبوب اللقاح، عطور، مستحضرات التجميل، الدخان، عث الغبار، بلسم بيرو (يستخدم كتوابل للطعام والشراب، في العطور ومواد التجميل، وفي الطب والمواد العلاجية لخصائصه الشفائية). وفي قطرات العيون. اختبار الرقعة يستخدم في تشخيص هذه الحالة وتبين سبب الحساسية.
التهاب الملتحمة البكتيري
التهاب الملتحمة الفيروسي
التهاب الملتحمة الكيميائي
التهاب الملتحمة الوليدي، يعرف بشكل منفصل من ناحية المسببات.
التهاب الملتحمة المناعي

### حسب امتداد الالتهاب
التهاب الجفن والملتحمة، التهاب الملتحمة والقرنية

## الأعراض

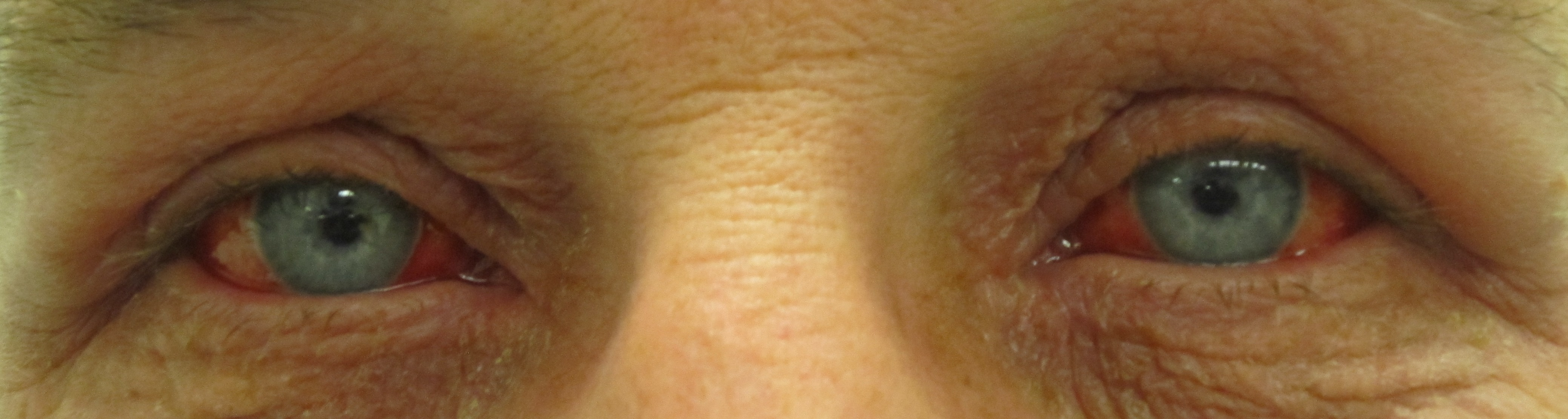
التهاب الملتحمة بسبب عدوى فيروسية تؤدي إلى بعض النزيف.

احمرار العين (احتقان)، انتفاخ الملتحمة (وذمة)، دمع، هي أعراض مشتركة لكل أشكال التهاب الملتحمة. ومع ذلك فإن بؤبؤ العين يكون طبيعي وحدة النظر كذلك.

### الفيروسي
التهاب الملتحمة الفيروسي مرتبط مع التهاب المجاري التنفسية العليا، الرشح، التهاب الحلق، والأعراض تتضمن الحكة والدمع. الالتهاب عادة يبدأ في عين واحدة ولكن يمكن أن ينتقل للعين الأخرى بسهولة. التهاب الملتحمة الفيروسي يتميز باحمرار منشر وناعم، والذي يمكن بكل سهولة أن يشخص بشكل خاطئ على أنه التهاب القزحية، لكن هناك علامات أخرى مساعدة على الميكروسكوب خاصة البصيرات اللمفاوية على جفن العين الغضروفي وأحياناً بالتهاب المنقّط. بعض الفيروسات الأخرى التي قد تصيب العين يتضمن فيروس الهيربس البسيط، الفيروس النُّطاقي الحماقّي .

### التحسسي

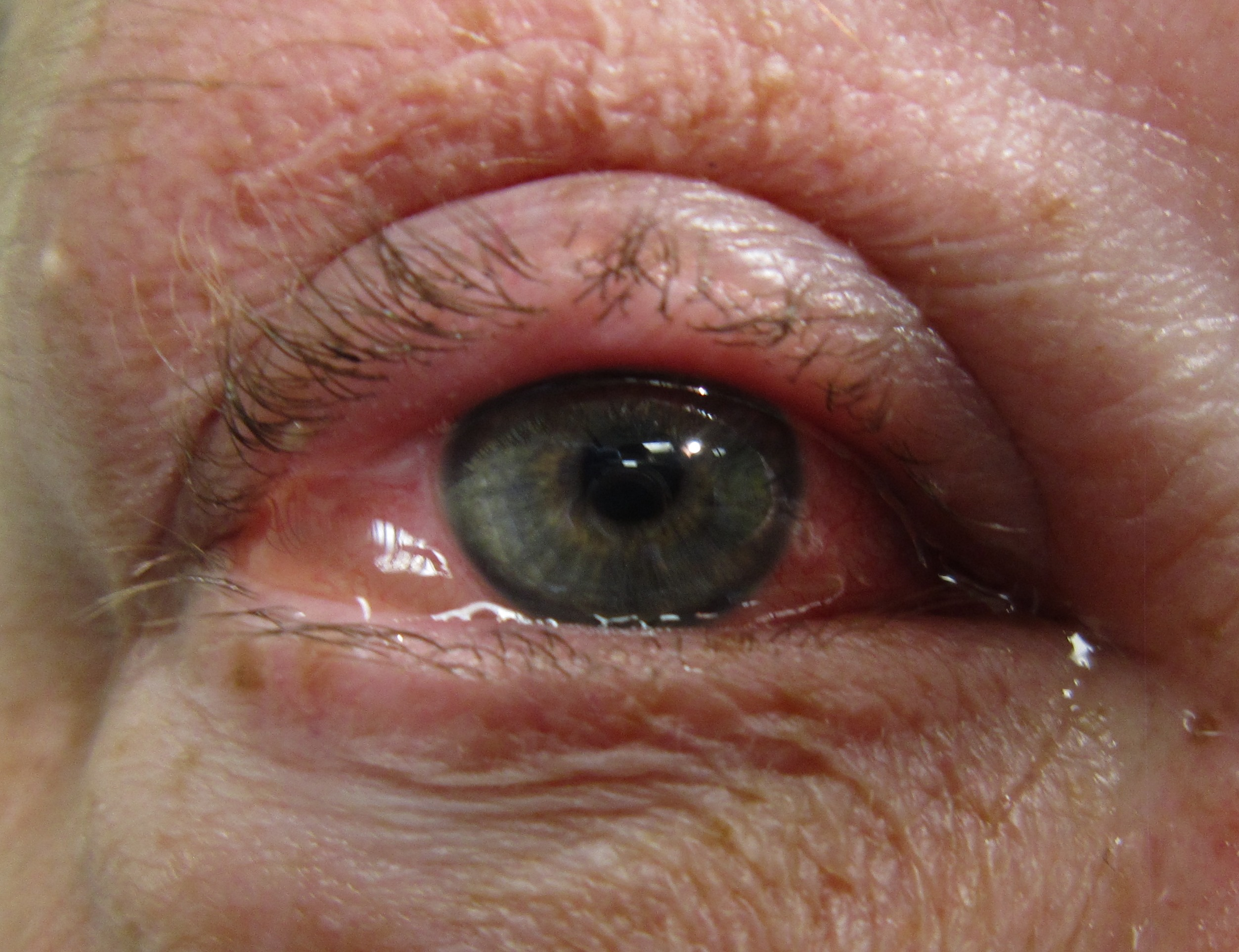
An eye with التهاب الملتحمة التحسسي showing conjunctival edema

التهاب الملتحمة التحسسي هو التهاب الملتحمة (الغشاء المغطي للجزء الأبيض من العين) نتيجة حساسية. هذه الحساسية تختلف من مريض لآخر. الأعراض تكون من احمرار(نتيجة توسع الأوعية الدموية الطرفية)، انتفاخ الملتحمة، حكة وزيادة إنتاج الدموع. إذا اجتمعت هذه الأعراض مع التهاب مخاطية الأنف فإنه يسمى بـ"التهاب مخاطية الأنف والملتحمة التحسسي. هذه الأعراض تكون نتيجة إطلاق الهيستامين وغيرها من المواد الفعّالة من الخلايا البدينة. والتي تحفز توسع الأوعية الدموية، وتحفيز النهايات العصبية وتزيد إفراز إفراز الدموع.

### البكتيري

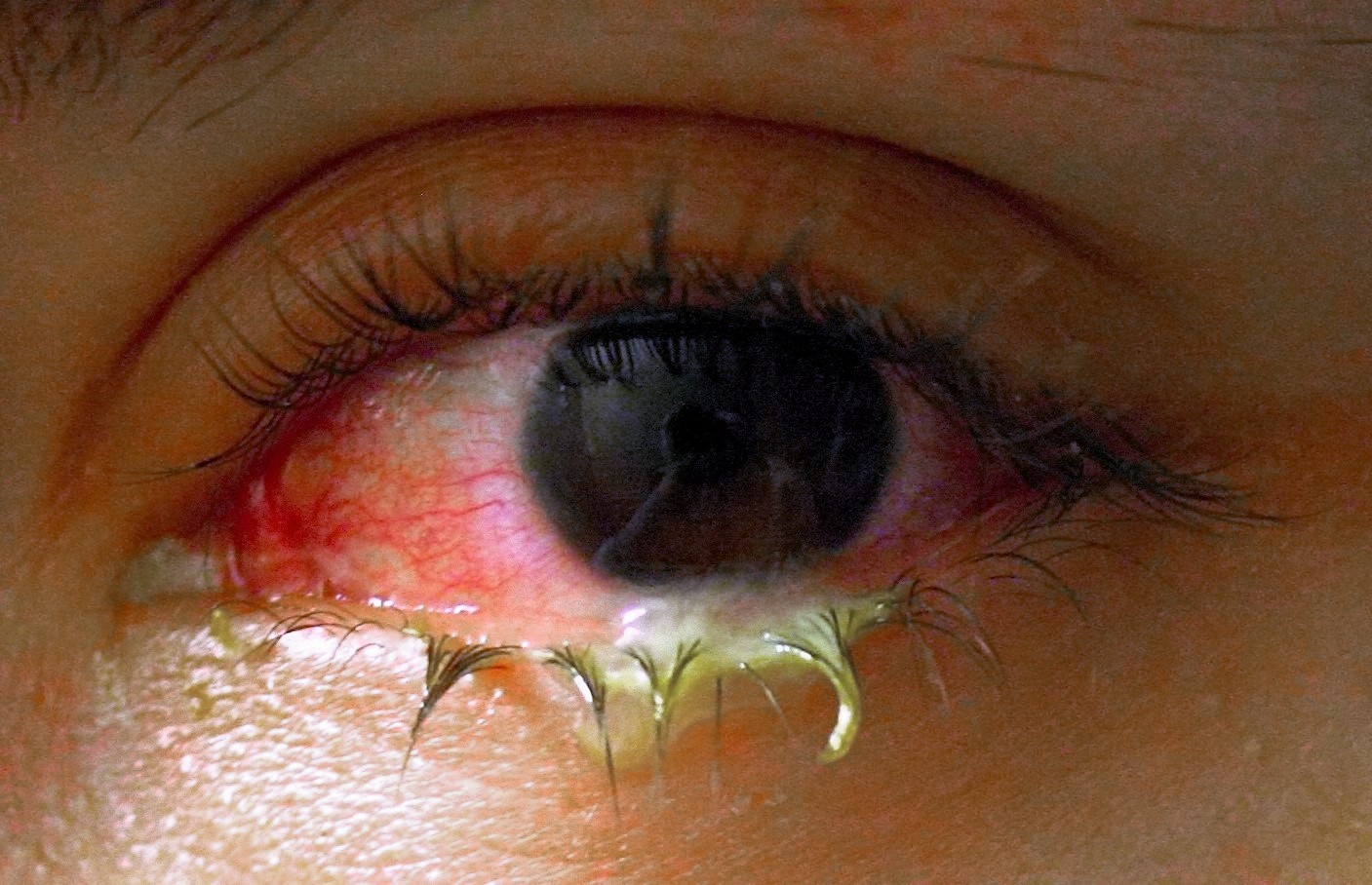
عين مصابة بالتهاب الملتحمة البكتيري.

التهاب الملتحمة البكتيري يسبب التهاب الملتحمة، انتفاخ الجفن، افرازات مخاطية قيحية هذه الأعراض تبدأ بعين واحدة ثم تنتشر للعين الأخرى خلال 2-5 أيام. التهاب الملتحمة البكتيري يكون نتيجة البكتيريا المنتجة للقيح والتي تسبب تهيج وافرازات مخاطية قيحية لزجة وغير شفاف رمادية وصفراء اللون. والذي قد يتسبب بإغلاق الجفون معاً خاصة بعد النوم. في الحالات الشديدة قد يحدث تقشر للعين المصابة والجلد المحيط بها. شعور الحكة قد يكون موضعياً لدرجة أنّ المريض يشعر بوجود جسم غريب في عينه. كلما كان الالتهاب أكثر حدة كان أكثر ألماً. البكتيريا المسؤولة عن التهاب الملتحمة غير الحادة هي: المكورات العنقودية والعقدية.

### البكتيريا
مثل: الكلاميديا والموراكسيلا يمكن أن تسبب التهاب الملتحمة غير النضحي لكنه يكون متواصل وبدون احمرار شديد.
التهاب الملتحمة البكتيري يمكن أن يسبب أغشية حقيقية أو أغشية كاذبة التي تغطي ملتحمة العين. الأغشية الكاذبة تتكون من خلايا التهابية وافرازات التي تلتصق بالملتحمة بشكل طليق. بينما الأغشية الحقيقية تلتصق بشدة أكبر، حالات التهاب الملتحمة البكتيرية التي تسبب تكون أغشية حقيقية أو كاذبة مرتبطة مع حالات النيسرية البنيّة، الوتدية الخنامية، العنقوديات الاعلالية نوع ب تسبب تكون الأغشية في الأطفال غير المحصنين.

### الكيميائي
جرح العين الكيميائي نتيجة مادة حمضية أو قاعدية. القاعدة أسوأ من الحروق الحمضية. الحروق الحقيقة قد تسبب التهاب ملتحمة العين ولكن الحروق الأكثر شدة قد تسبب تغير لون القرنية للون الأبيض . ورقة عباد الشمس هي طريقة سهلة للتشخيص من خلال معرفة درجة الحموضة (7-7.2 طبيعياً). كميات كبيرة من الغسل هي العلاج المناسب لها ويجب أن تستمر حتى تصل درجة الحموضة 6-8. قطرات العين الموضعية لتهيئة العين تساهم في تقليل الألم. التهاب الملتحمة المتهيج يكون شديد الاحمرار. إذا كانت نتيجة إصابة رش، فإنها تصيب كيس الملتحمة السفلي. مع بعض المواد الكيميائية مثل هيدروكسيد الصوديوم، فإنها تسبب تآكل الملتحمة مظهرة العين بلون أبيض بشكل خاطئ متبوعة بنزع الأنسجة الميتة وعلى جهاز المصباح الشقي يكون هناك التهاب بالقزحية.

### أخرى

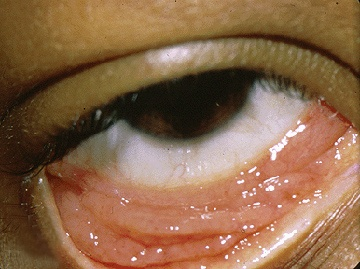
An eye with chlamydial conjunctivitis

التهاب الملتحمة الاشتمالي الوليدي هو التهاب ملتحمة العين بسبب بكتيريا الكلاميديا والتي تسبب التهاباً حاداً صديدياً ، ومع ذلك فإنه يشفى ذاتياً .
التهاب الملتحمة يُعرف بأنّه يسبب تهيجاً واحمراراً في العين. ما عدا في حالات التهاب الملتحمة المنتج للقيح أو الكيميائي، فإنّه يحتاج لفحص تحت مجهر المصباح الشقّي للتأكيد على التشخيص. فحص الملتحمة الغضروفية أكثر فائدة من التهاب ملتحمة المقلة من ناحية التشخيص.

## الأسباب
السبب الأكثر شيوعاً لالتهاب ملتحمة العين هو الالتهاب الفيروسي. الالتهابات البكتيرية والحساسية والجفاف هي أيضاً أسباب شائعة. الأسباب البكتيرية والفيروسية معدية وتنتقل من شخص لآخر، ولكن قد تنتقل من خلال المادة والأشياء الملوثة. السبب الأكثر شيوعاً لالتهاب الملتحمة الفيروسي هي الفيروسات الغدّانيّة (انظر: التهاب الملتحمة والقرنية بسبب الفيروسات الغدانيّة). التهاب الملتحمة والقرنية الهربسي (بسبب فيروس الهيربس البسيط) قد يكون خطيراً ويحتاج إلى علاج باستخدام الاسيكلوفير. التهاب الملتحمة النزيفي الحادّ هو التهاب عالي العدوى يحدث بسبب واحد من أنواع الفيروسات المعوية. الفيروس المعوي 70، وكوكساكي فيروس أ24. هذه الفيروسات تم التعرف عليها في وباء غانا 1969م، ومن ثم انتشرت للعالم كلّه.
أكثر الأسباب شيوعاً لالتهاب الملتحمة البكتيري الحادّ هي: البكتيريا العنقودية الذهبية، العقدية الرئوية، المستدمية النزلية. بالرغم من أنّها
نادرة إلا أنّ الاسباب التي تسببب الحالات مفرطة الحدة هي: النيسيرية البنتية، أو النيسيرية السِّحائية. الحالات المزمنة لالتهاب القملتحمة هي تلك التي تستمر لمدة أكثر من 3 أسابيع وهي عادةً تكون بسبب: البكتيريا العنقودية الذهبية، الموراكسيلا الجوبية، أو الكائنات المعوية سلبية الغرام. التهاب الملتحمة قد يكون أيضاً بسبب الحساسية مثل: حبوب اللقاح، العطور، مواد التجميل، الدخان، عث الغبار، بلسم البيرو5 وقطرات العين.
التهاب الملتحمة يشكل أحد الثلاثي لالتهاب المفاصل التفاعلي والذي كان يُعتقد بأنّه تفاعلية متصالبة مناعية تتبع التهابات بكتيرية معنية. التهاب المفاصل التفاعلي مرتبط بشكل كبير مع هلا-ب 27، التهاب الملتحمة مرتبط مع المرض المناعي التهاب الغضاريف الناكس.

## التشخيص

Neotrombicula autumnalis (خطميات) in contact with the upper eyelid margin, inducing conjunctivitis.

عينات الزراعة بالعادة لا تؤخذ ولا حاجة لها وذلك لأنّ معظم الحالات تختفي إمّا وحدها أو باستخدام مضادات حيوية موضعية. مسحة الزرعة البكتيرية تكون ضرورية إذا كان التاريخ المرضي والعلامات الدالّة على التهاب الملتحمة البكتيري ولكن دون استجابة للمضادات الحيوية الموضعية. زراعة الفيروس قد تكون مناسبة في الحالات الوبائية. اختبار الرقعة يستخدم لمعرفة الحساسية المسببة للمرض في حالات التهاب الملتحمة التحسسي.
كشط الملتحمة لدراسة الخلايا قد يكون مفيداً في حالات الكلاميديا والالتهابات الفطرية، الحساسية، وخلل التنسج، لكن نادراً ما يتم إجراؤها وذلك بسبب التكلفة العالية، والنقص العام في عاملي المختبرات التي لديها الخبرة في التعامل مع العينات العينية الخزعة الاقتطاعية للملتحمة نادراً ما يتم اجراؤها عندما نتوقع الأمراض الوميّة الجيبية (مثل: ساركويد) أو خلل التنسج.

### التشخيص التفريقي
هناك حالات مرضية أكثر خطورة التي تسبب احمرار في العين، مثل: التهاب القرنية، زرق انسداد الزاوية أو التهاب القزحية. هذه الحالات تتطلب انتباها مباشرا من طبيب العيون. علامات هذه الأمراض هي انخفاض الرؤية، زيادة الحساسية للضوء بشكل مفرط، عدم القدرة على الحفاظ على العين مفتوحة، عدم استجابة البؤبؤ للضوء أو وجع رأس شديد ولعيان للنفس. تذبذب عدم الوضوح شائع بسبب الدموع، والافرازات المخاطية. خوف من الضوء بشكل خفيف شائع. لكن إذا كانت أحد هذه الأعراض بارزة فمن المهم الأخذ بعين الاعتبار أمراض أخرى مثل: للزرق، التهاب القرنية والقزحية وحتى التهاب السحايا.
التشخيص التفريقي الشامل لاحمرار العين أو ألم العين يتضمن:
-سحجات القرنية.
-نزف تحت الملتحمة
-شُحيمة
-التهاب الجفن
-التهاب كيس الدمع
-التهاب القرنية والملتحمة الجاف
-التهاب القرنية
-هيربس البسيط
-هيربس نطاقّي
-التهاب ظاهر الصلبة (حالة مرضية تسبب مظهراً مشابهاً لالتهاب الملتحمة ولكن بدون دموع أو إفرازات)
-التهاب القزحية
-زرق انسداد الزاوية الحاد
-التهاب داخل العين

## الوقاية
الطريقة الأكثر فعالية للوقاية هي النظافة وعدم حك العين باستخدام الأيدي الملوثة. التطعيم ضد الفيروسات الغُدانيّة، المستدمية النزلية، المكورة الرئوية والنيسيرية السحائية أيضاً فعّال. محلول العين بوفيدون-اليودي يمنع من التهاب الملتحمة بعد الولادة. ولأنّه أقل غلاءً فإنّه يستخدم عالمياً لهذا الهدف.

## العلاج
في 65% من حالات ملتحمة العين فإنها تختفي بدون علاج وخلال 2-5 أيام. وصف المضادات الحيوية غير ضروري في معظم الحالات.

### الفيروسي
التهاب الملتحمة الفيروسي يختفي في العادة وحده ولا يحتاج لأي علاج. مضادات الهيستامين (مثل: بروميثازين) أو مثبتات الخلايا البدينة مثل كرومولين، قد تساهم في التخفيف من الأعراض. محلول بوفيدون-اليودي ؛ تم اقتراحه كعلاج لكن حسب البراهين لعام 2008 فإن هذا المحلول يعتبر ضعيفاً.

### التحسسي
لهذا النوع فإنّ الماء البارد على الوجه مع توجيه الرأس للأسفل يعمل على إغلاق الأوعية الدموية وكذلك فإنّ القطرات الاصطناعية تساهم في التخفيف من الأعراض في الحالات الخفيفة. وفي الحالات الشديدة فإنّ الأدوية المضادة للالتهابات اللاستيرودية ومضادات الهيستامين يجب استخدامها.التهاب الملتحمة المستمر قد يحتاج إلى قطرات عين ستيرودية موضعية.

### البكتيري
التهاب الملتحمة البكتيري يختفي في العادة بدون علاج. والمضادات الحيوية الوضعية تستخدم فقط إذا لم يكن هناك تحسن خلال 3 أيام. هؤلاء الذين لم يتلقوا مضادات حيوية استعادوا عافيتهم خلال 4,8 أيام زإذا تلقوا العلاج مباشرة يتم التحسن خلال 3,3 أيام ومع تأجيل المضاد خلال 3,9 أيام. لم يكن هناك أي مضاعفات خطيرة مع أو بدون علاج. لأنّ المضادات الحيوية تسرع عملية الشفاء فإنّ استخدامها مقنع.
هؤلاء الذين يستخدمون العدسات اللاصقة، منقوصو المناعة، فإنّ التهاب الملتحمة يكون بسبب الكلاميديا أو السيلان، يشكون من ألم والكثير من الافرازات، ينصح لهم باستخدام المضادات الحيوية 14، إما الموضعية أو عن طريق الفم
بناءً على السبب (إذا عُرف) فإنّ اختيار المضاد الحيوي المناسب يختلف. الفلوروكينولونات، صوديوم سلفاستاميد أو ترايمثوبريم\بوليمكسين لمدة 7-10 أيام. حالات التهاب الملتحمة السِّحائي يمكن علاجه باستخدام البنسلين طالما كانت السلالة حسّاسة للبنسلين.
عندما تمّ اختبار محلول بوفيدون-يودي كعلاج فإنّه لوحظ فعاليته ضد أنواع التهاب الملتحمة البكتيري والكلاميدي، كذلك فإنّ له دور عندما تكون المضادات الحيوية الموضعية غير متوفرة أو غالية الثمن.

### الكيميائي
التهاب الملتحمة بسبب مواد كيميائية يتم معالجته بغسيل العين بمحلول الرينغر أو محلول الملح. الجروح الكيميائية (خاصة الحروق القاعدية) هي حالة طارئة لإنّها تسبب ندب ودمار للعين. هذا النوع من المرض يجب عليهم ألا يلمسوا أعينهم سواء أكانت نظيفة أم لا لأنّ هناك خطر في انتشار الالتهاب للعين المجاورة.
إذا تراكمت الافرازات على الجفن، يجب غسل الجفن بلطف (مع اغلاق العين ) بالمياه و استخدام منشفة نظيفة.
استعمال كمادات دافئة أو باردة تقوم احيانا بتهدئة شعور التهيج.
أيضا، يجب على الشخص أن يكون حريصا على عدم لمس العين المصابة ثم لمس العين الأخرى.
يفضل ان يقوم المصابين بالالتهاب البقاء في المنزل لبضعة أيام، تماما كما يفعل المصابون بالبرد.

## روابط أخرى
- التهاب الملتحمة على مشروع الدليل المفتوح